# 30425 Silverman
30425 Silverman este un asteroid din centura principală de asteroizi.

## Descriere
30425 Silverman este un asteroid din centura principală de asteroizi. A fost descoperit pe 5 iunie 2000 la Socorro, New Mexico, în cadrul proiectului LINEAR. Asteroidul prezintă o orbită caracterizată de o semiaxă mare de 2,73 ua, o excentricitate de 0,16 și o înclinație de 5,1° în raport cu ecliptica.